# Buddleja jamesonii
Buddleja jamesonii är en flenörtsväxtart som beskrevs av George Bentham. Buddleja jamesonii ingår i släktet buddlejor, och familjen flenörtsväxter. Inga underarter finns listade i Catalogue of Life.